# Estació de la Coma
L'Estació de la Coma era un projecte d'estació de ferrocarril del terme municipal de Monistrol de Calders, de la comarca del Moianès.

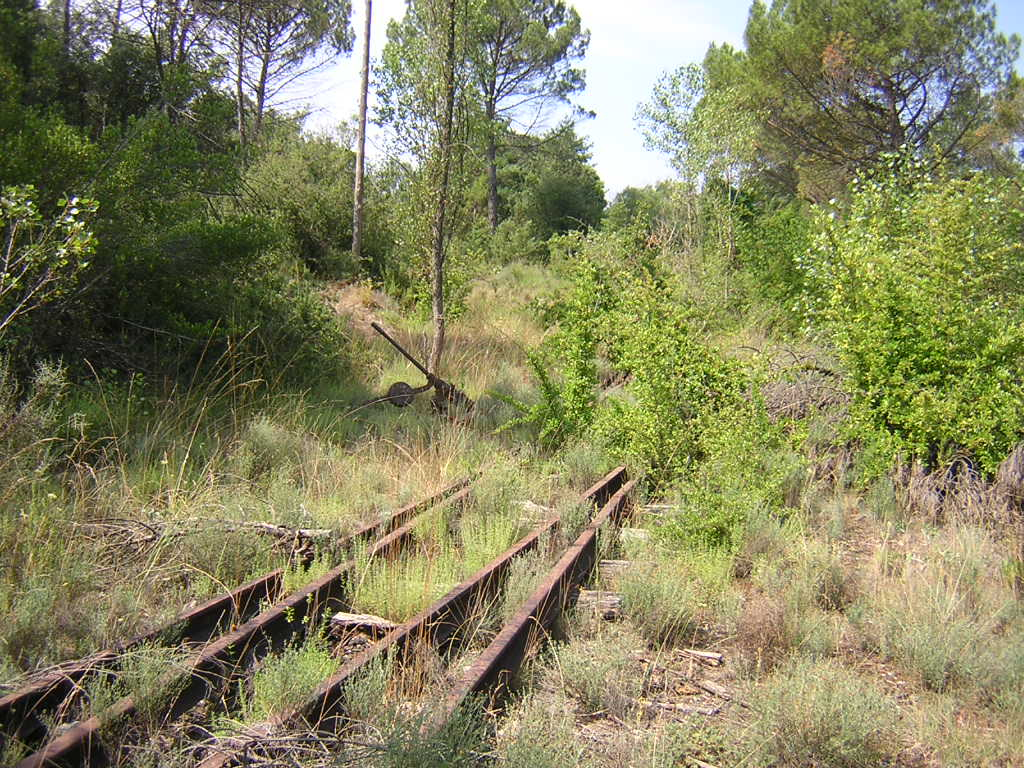
Les vies del tren de la Coma, amb canvi d'agulles i tot

Està situat al nord del terme, a prop i al sud-est de la masia de la Coma. Pertanyia a un projecte de ferrocarril local que havia d'unir la masia de la Coma, on hi havia el projecte d'una gran explotació de jardineria, amb el poble de Monistrol de Calders. Estava previst que servís per al transport dels treballadors de l'explotació i, alhora, per als productes que es produïen als vivers de la Coma.
Es va construir l'estació, completa, amb canvis d'agulles i tot, es feu una estesa de vies d'uns 200 metres, s'obriren les trinxeres de 150 metres més, però en arribar a la vora del penya-segat damunt de la Golarda, on s'havia de construir un formidable pont d'uns 200 metres de volada i una alçària d'uns 30 metres, es deixà córrer el projecte. Ja s'havien comprat dues locomotores i diversos vagons procedents del ferrocarril de via estreta de Girona a Sant Feliu de Guíxols, que estigueren bastants anys abandonats en aquesta estació.